# Garda Slovenske vojske
Garda Slovenske vojske (tudi častna četa) je vojaška enota Slovenske vojske, sedaj v sestavi Enote za protokol. 
Garda Slovenske vojske je izurjena vojaška enota, ki opravlja naloge najvišjega vojaškega protokola, kot so slovesni postroji, straže in sprejemi. 

## Naloge
Med naloge Garde Slovenske vojske sodi izvajanje gardnih nalog in nalog vojaškega protokola na državnem in ministrskem nivoju, v enotah in poveljstvih Slovenske vojske ter v lokalnih skupnostih doma in v tujini. V okviru svojih nalog so gardisti odgovorni za izvedbo vseh vrst gardnih in vojaških protokolarnih nalog, med katere sodijo:
- sprejemi z vojaškimi častmi predsednikov držav, vlad, ministrov za obrambo, načelnikov generalštabov in drugih visokih vojaških gostov ali gostov iz EU in NATA,
- sodelovanje na žalnih in drugih slovesnostih na državnem nivoju,
- sodelovanje pri predaji akreditivnih pisem, sprejemih predsednikov držav v vojašnicah, izvajanju pogrebov z vojaškimi častmi in drugih žalnih dogodkov,
- druge gardne in vojaške protokolarne naloge, opredeljene v aktih vodenja in poveljevanja v Slovenski vojski,
- izvedba usposabljanja začasno pridobljenih pripadnikov iz poveljstva in drugih enot Slovenske vojske, dodatno potrebnih za izvajanje osnovnih oblik vojaških protokolarnih nalog (pripadnikov t.i. »Začasne skupine« – TACON).

Gardna enota Slovenske vojske, je z namenom sodelovanja pri varovanju Vrhovnega poveljnika obrambnih sil RS in zaščiti GŠSV v primeru izrazito poslabšanih varnostnih razmer v RS, usposobljena za bojno delovanje.

## Zgodovina
Do sedaj je bila garda organizirana v naslednjih enotah Teritorialne obrambe in Slovenske vojske:
- Častna enota TO (prvi postroj TO 26. junij 1991)
- Častna enota TO (1. četa, 1. bataljon 52. brigade)
- 106. častna četa TO (mirnodobna formacija)
- 106. zaščitna enota TO (vojna formacija, sestavljena iz 106. častne čete in rezerve)
- 12. gardni bataljon Slovenske vojske (1997-2003)
- Delovna skupina Enota za protokol (2003-2004)
- Enota za protokol Slovenske vojske (od 2004)

## Oborožitev
- 6x protokolarni topovi Zastava M48 B1 76 mm
- polavtomatska puška Zastava M59/66 PAP
- avtomatska puška Zastava M70